# باربارا چکالا
باربارا چکالا (آلمانی: Barbara Czekalla؛ زادهٔ ۷ نوامبر ۱۹۵۱) بازیکن والیبال اهل آلمان بود.